# XVIe législature de la Cinquième République française
La XVIe législature de la Cinquième République est un cycle parlementaire français qui s'ouvre en juin 2022,, à la suite des élections législatives de juin 2022. Les premiers travaux de l'Assemblée nationale prennent place le mardi 28 juin 2022 avec l'élection de sa présidente, Yaël Braun-Pivet.
L'Assemblée nationale est dissoute par Emmanuel Macron le soir des élections européennes du 9 juin 2024, en application de l'article 12 de la Constitution. Les élections législatives ont lieu le 30 juin (1er tour) et le 7 juillet 2024 (2e tour) en vue de former la XVIIe législature.

## Composition de l'exécutif

### Président de la République
Lors de l'ouverture de la XVIe législature, le mardi 28 juin 2022, Emmanuel Macron est président de la République depuis 5 ans, 1 mois et 14 jours. Il a été élu président une première fois le dimanche 7 mai 2017 avec 66,10 % des suffrages puis réélu pour un second quinquennat le dimanche 24 avril 2022 avec 58,55 % des voix. Il nomme Élisabeth Borne Première ministre le 16 mai 2022.

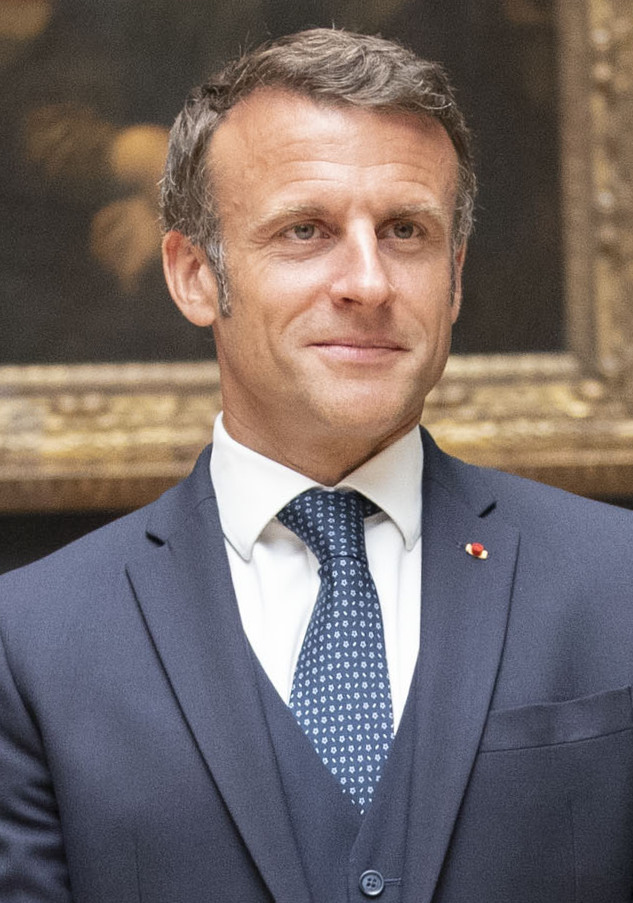
Emmanuel Macron, président de la République depuis le 14 mai 2017.

### Premiers ministres et gouvernements successifs
Le 21 juin 2022, après le second tour des élections législatives de 2022, Élisabeth Borne présente sa démission au président de la République, qui la refuse, une coutume pour tous les nouveaux premiers ministres. Le 25 juin 2022, Emmanuel Macron annonce avoir demandé à Élisabeth Borne de former un nouveau gouvernement qui pourra comprendre de nouvelles forces politiques prêtes à voter la confiance du gouvernement, à l'exclusion de La France insoumise et du Rassemblement national. Le 8 janvier 2024, Élisabeth Borne présente sa démission. Cette démission est officialisée par décret le lendemain, et Gabriel Attal est nommé Premier ministre,.
| Premier ministre | Premier ministre | Premier ministre | Parti                                           | Dates (Durée)                                           | Gouvernement | Composition                                      | Composition |
| ---------------- | ---------------- | ---------------- | ----------------------------------------------- | ------------------------------------------------------- | ------------ | ------------------------------------------------ | ----------- |
|                  |                  | Élisabeth Borne  | La République en marche, Territoires de progrès | 20 mai 2022 - 9 janvier 2024 (1 an, 7 mois et 20 jours) | Borne        | LREM - PRV - TdP - MoDem - HOR - Agir (Ensemble) |             |
|                  |                  | Gabriel Attal    | Renaissance                                     | 9 janvier - 5 septembre 2024 (7 mois et 27 jours)       | Attal        | RE - PRV - MoDem - HOR (Ensemble)                |             |

## Composition de l'Assemblée nationale

### Élections législatives de 2022 et composition initiale

Répartition des sièges par nuance du ministère de l'Intérieur à l'issue des élections législatives de 2022 (à ne pas confondre avec la répartition par groupes parlementaires) :
Ensemble (245)
Nouvelle Union populaire écologique et sociale (131)
Rassemblement national (89)
Les Républicains (61)
Divers gauche (22)
Régionalistes (10)
Divers droite (10)
Divers centre (4)
Union des démocrates et indépendants (3)
Droite souverainiste (1)
Divers (1)

Les élections législatives de 2022 ont lieu les dimanches 12 et 19 juin 2022. Le premier tour est marqué par une abstention record de 52,5 %, et par une quasi-égalité entre la coalition de gauche et la majorité présidentielle. Le second tour est marqué par une abstention de 53,8 %, cependant moindre que celle de 2017.
Ensemble, la coalition des partis de la précédente majorité, composée de La République en marche, le MoDem, Agir et Horizons, reste la principale force de l'Assemblée nationale avec 245 sièges, mais perd largement sa majorité absolue. La Nouvelle Union populaire écologique et sociale (Nupes), une coalition de gauche regroupant La France insoumise, le Parti socialiste, Europe Écologie Les Verts et le Parti communiste français, obtient 131 à 150 sièges — selon, entre autres, la comptabilisation ou non des députés d'outre-mer —  doublant sa représentation, notamment grâce aux résultats obtenus dans les métropoles. La surprise vient du Rassemblement national (RN) qui effectue, malgré un mode de scrutin historiquement défavorable à l'extrême droite, une percée électorale avec 89 députés, soit une progression de 81 sièges, notamment dans les départements ruraux. Avec 64 sièges, Les Républicains (LR) perd la moitié de sa représentation et devient la 3e force de l'opposition, avec un potentiel rôle d'arbitre. L'Union des démocrates et indépendants (UDI) disparait presque totalement.
Pour la première fois depuis les législatives de 1988, le président élu ne dispose que d'une majorité relative dans la foulée de l'élection présidentielle. Il s'agit aussi de la première fois qu'une telle situation se produit depuis l'instauration du quinquennat en 2000. La XVIe législature est l'une des plus fragmentées de la Ve République. Ce résultat est perçu par les commentateurs comme un désaveu pour Emmanuel Macron et un risque de grande instabilité politique ou de blocages institutionnels, les différentes forces en présence étant à la fois très polarisées et divisées, limitant les possibilités d'accords entre partis.
Parmi les 577 députés entrant en fonction le 22 juin 2022,, élus à l'ouverture de la législature, on dénombre 215 femmes (soit 37,3 %, contre 38,7 % sous la XVe législature et 26,9 % sous la XIVe législature) et 362 hommes (soit 62,7 %). Au début de leur mandat, l'âge moyen des députés est de 49 ans, tandis que l'âge médian est de 49 ans et 7 mois. Les députés ont entre 21 ans pour le plus jeune (Tematai Le Gayic, député du groupe GDR de la 1re circonscription de la Polynésie française) et 79 ans pour le plus âgé (José Gonzalez, député du groupe RN de la 10e circonscription des Bouches-du-Rhône).

### Modifications à la composition de l'Assemblée
Conformément au principe constitutionnel de séparation des pouvoirs, les députés nommés au gouvernement laissent leur siège à l'Assemblée à leur suppléant un mois après leur nomination ministérielle. De même, lorsqu'ils quittent leurs fonctions gouvernementales, ils retrouvent leur siège au palais Bourbon un mois plus tard.
La composition de l'Assemblée est également modifiée par des élections législatives partielles consécutives à des annulations d'élections par le Conseil constitutionnel ou à des démissions de députés.
| # | Député sortant            | Parti | Parti  | Groupe    | Date de fin de mandat | Circonscription                        | Dates de la nouvelle élection | Député élu ou réélu | Parti | Parti    | Groupe       | Raison                               |
| - | ------------------------- | ----- | ------ | --------- | --------------------- | -------------------------------------- | ----------------------------- | ------------------- | ----- | -------- | ------------ | ------------------------------------ |
| 1 | Jean-Noël Barrot          |       | MoDem  | DEM       | 12 août 2022          | 2e des Yvelines                        | 2 et 9 oct. 2022              | Jean-Noël Barrot    |       | MoDem    | DEM          | Démission pour cause d'inéligibilité |
| 1 | Anne Grignon (suppléante) |       | MoDem  | DEM       | 12 août 2022          | 2e des Yvelines                        | 2 et 9 oct. 2022              | Jean-Noël Barrot    |       | MoDem    | DEM          | Démission pour cause d'inéligibilité |
| 2 | Bertrand Petit            |       | PS     | SOC       | 2 déc. 2022           | 8e du Pas-de-Calais                    | 22 et 29 janv. 2023           | Bertrand Petit      |       | PS       | SOC          | Élections invalidées,                |
| 3 | Anne-Sophie Frigout       |       | RN-LAF | RN        | 2 déc. 2022           | 2e de la Marne                         | 22 et 29 janv. 2023           | Laure Miller        |       | RE       | RE           | Élections invalidées,                |
| 4 | Thomas Mesnier            |       | HOR    | HOR       | 2 déc. 2022           | 1re de la Charente                     | 22 et 29 janv. 2023           | René Pilato         |       | LFI      | LFI-NUPES    | Élections invalidées,                |
| 5 | Bénédicte Taurine         |       | LFI    | LFI-NUPES | 27 janv. 2023         | 1re de l'Ariège                        | 26 mars et 2 avr. 2023        | Martine Froger      |       | PS diss. | NI puis LIOT | Élections invalidées,                |
| 6 | Éléonore Caroit           |       | RE     | RE        | 20 janv. 2023         | 2e des Français établis hors de France | 1er et 15 avr. 2023           | Éléonore Caroit     |       | RE       | RE           | Élections invalidées,                |
| 7 | Karim Ben Cheïkh          |       | G.s    | ECO-NUPES | 20 janv. 2023         | 9e des Français établis hors de France | 2 et 16 avr. 2023             | Karim Ben Cheïkh    |       | G.s      | ECO-NUPES    | Élections invalidées,                |
| 8 | Meyer Habib               |       | UDI    | app. LR   | 3 fév. 2023           | 8e des Français établis hors de France | 2 et 16 avr. 2023             | Meyer Habib         |       | UDI      | app. LR      | Élections invalidées,                |

### Groupes parlementaires

Au 6 juillet 2022.

Les premiers groupes sont constitués le mardi 28 juin 2022 avant 18 heures, après la première séance de la législature. Ils sont ensuite publiés au Journal officiel du lendemain. Dix groupes parlementaires sont constitués, égalant le record de la législature précédente. À noter que les groupes communistes, insoumis, écologistes et socialistes forment une alliance au sein de la Nouvelle Union populaire écologique et sociale (Nupes) pour un total de 151 députés. La majorité présidentielle, réunie sous la bannière Ensemble : Horizons, Renaissance et le Modem, compte 250 élus. Certains partis organisent en amont l'élection de leurs futurs présidents.
Les déclarations politiques des groupes sont publiées au Journal officiel le 29 juin 2022.
| Groupe politique                    | Groupe politique                    | Groupe politique                                                     | Députés                  | Députés                  | Députés | Président déclaré  | Positionnement déclaré |
| Groupe politique                    | Groupe politique                    | Groupe politique                                                     | Membres                  | Apparentés               | Total   | Président déclaré  | Positionnement déclaré |
| ----------------------------------- | ----------------------------------- | -------------------------------------------------------------------- | ------------------------ | ------------------------ | ------- | ------------------ | ---------------------- |
|                                     | RE                                  | Renaissance                                                          | 159                      | 10                       | 169     | Sylvain Maillard   | Majoritaire            |
|                                     | RN                                  | Rassemblement national                                               | 88                       | 0                        | 88      | Marine Le Pen      | Opposition             |
|                                     | LFI-NUPES                           | La France insoumise – Nouvelle Union populaire écologique et sociale | 74                       | 1                        | 75      | Mathilde Panot     | Opposition             |
|                                     | LR                                  | Les Républicains                                                     | 57                       | 4                        | 61      | Olivier Marleix    | Opposition             |
|                                     | DEM                                 | Démocrate (MoDem et indépendants)                                    | 50                       | 0                        | 50      | Jean-Paul Matteï   | Minoritaire            |
|                                     | SOC                                 | Socialistes et apparentés                                            | 27                       | 4                        | 31      | Boris Vallaud      | Opposition             |
|                                     | HOR                                 | Horizons et apparentés                                               | 30                       | 1                        | 31      | Laurent Marcangeli | Minoritaire            |
|                                     | GDR-NUPES                           | Gauche démocrate et républicaine – Nupes                             | 22                       | 0                        | 22      | André Chassaigne   | Opposition             |
|                                     | LIOT                                | Libertés, Indépendants, Outre-mer et Territoires                     | 22                       | 0                        | 22      | Bertrand Pancher   | Opposition             |
|                                     | ECO-NUPES                           | Écologiste – Nupes                                                   | 21                       | 0                        | 21      | Cyrielle Chatelain | Opposition             |
| Total de députés membres de groupes | Total de députés membres de groupes | Total de députés membres de groupes                                  | 550                      | 20                       | 570     |                    |                        |
|                                     | Députés non-inscrits                | Députés non-inscrits                                                 | Députés non-inscrits     | Députés non-inscrits     | 7       |                    |                        |
| Total des sièges pourvus            | Total des sièges pourvus            | Total des sièges pourvus                                             | Total des sièges pourvus | Total des sièges pourvus | 577     |                    |                        |
| Sièges vacants                      | Sièges vacants                      | Sièges vacants                                                       | Sièges vacants           | Sièges vacants           | 0       |                    |                        |

| Date                                                        | Groupe    | Groupe    | Groupe    | Groupe | Groupe | Groupe | Groupe | Groupe | Groupe | Groupe | NI | Vacants |
| Date                                                        | GDR-NUPES | LFI-NUPES | ÉCO-NUPES | SOC    | RE     | DEM    | HOR    | LIOT   | LR     | RN     | NI | Vacants |
| ----------------------------------------------------------- | --------- | --------- | --------- | ------ | ------ | ------ | ------ | ------ | ------ | ------ | -- | ------- |
| Date                                                        |           |           |           |        |        |        |        |        |        |        | NI | Vacants |
| Poursuite de la session ordinaire de 2021-2022              |           |           |           |        |        |        |        |        |        |        |    |         |
| 28 juin 2022                                                | 22        | 75        | 23        | 31     | 172    | 48     | 30     | 16     | 62     | 89     | 9  | 0       |
| Début de la session extraordinaire de 2022 (5 juillet 2022) |           |           |           |        |        |        |        |        |        |        |    |         |
| 25 juillet 2022                                             | 22        | 75        | 23        | 31     | 172    | 48     | 30     | 16     | 62     | 89     | 9  | 0       |
| 5 août 2022                                                 | 22        | 75        | 23        | 31     | 170    | 50     | 30     | 16     | 62     | 89     | 9  | 0       |
| 12 août 2022                                                | 22        | 75        | 23        | 31     | 170    | 49     | 30     | 16     | 62     | 89     | 9  | 1       |
| 16 septembre 2022                                           | 22        | 75        | 23        | 31     | 170    | 49     | 30     | 20     | 62     | 89     | 5  | 1       |
| 28 septembre 2022                                           | 22        | 75        | 23        | 31     | 170    | 50     | 30     | 20     | 62     | 89     | 4  | 1       |
| Début de la session ordinaire de 2022-2023 (3 octobre 2022) |           |           |           |        |        |        |        |        |        |        |    |         |
| 10 octobre 2022                                             | 22        | 75        | 23        | 31     | 170    | 51     | 30     | 20     | 62     | 89     | 4  | 0       |
| 2 décembre 2022                                             | 22        | 75        | 23        | 30     | 170    | 51     | 29     | 20     | 62     | 88     | 4  | 3       |
| 13 décembre 2022                                            | 22        | 74        | 23        | 30     | 170    | 51     | 29     | 20     | 62     | 88     | 5  | 3       |
| 20 janvier 2023                                             | 22        | 74        | 22        | 30     | 169    | 51     | 29     | 20     | 62     | 88     | 5  | 5       |
| 27 janvier 2023                                             | 22        | 73        | 22        | 30     | 169    | 51     | 29     | 20     | 62     | 88     | 5  | 6       |
| 30 janvier 2023                                             | 22        | 74        | 22        | 31     | 170    | 51     | 29     | 20     | 62     | 88     | 5  | 3       |
| 3 février 2023                                              | 22        | 74        | 22        | 31     | 170    | 51     | 29     | 20     | 61     | 88     | 5  | 4       |
| 11 avril 2023                                               | 22        | 74        | 22        | 31     | 170    | 51     | 29     | 20     | 61     | 88     | 6  | 3       |
| 12 avril 2023                                               | 22        | 75        | 22        | 31     | 170    | 51     | 29     | 20     | 61     | 88     | 5  | 3       |
| 18 avril 2023                                               | 22        | 75        | 22        | 31     | 171    | 51     | 29     | 20     | 62     | 88     | 6  | 0       |
| 24 avril 2023                                               | 22        | 75        | 23        | 31     | 171    | 51     | 29     | 20     | 62     | 88     | 5  | 0       |
| 9 mai 2023                                                  | 22        | 75        | 23        | 31     | 171    | 51     | 29     | 21     | 62     | 88     | 4  | 0       |
| Début de la session extraordinaire de 2023 (3 juillet 2023) |           |           |           |        |        |        |        |        |        |        |    |         |
| 21 août 2023                                                | 22        | 75        | 23        | 31     | 171    | 50     | 29     | 21     | 62     | 88     | 5  | 0       |
| 23 août 2023                                                | 22        | 75        | 23        | 31     | 171    | 51     | 29     | 21     | 62     | 88     | 4  | 0       |
| 29 août 2023                                                | 22        | 75        | 23        | 31     | 170    | 51     | 30     | 21     | 62     | 88     | 4  | 0       |
| Début de la session ordinaire de 2023-2024 (2 octobre 2023) |           |           |           |        |        |        |        |        |        |        |    |         |
| 20 décembre 2023                                            | 22        | 75        | 23        | 31     | 170    | 51     | 29     | 21     | 62     | 88     | 5  | 0       |
| 26 janvier 2024                                             | 22        | 75        | 23        | 31     | 170    | 51     | 28     | 22     | 62     | 88     | 5  | 0       |
| 15 février 2024                                             | 22        | 75        | 22        | 31     | 169    | 50     | 30     | 22     | 62     | 88     | 6  | 0       |
| 19 mars 2024                                                | 22        | 75        | 22        | 31     | 169    | 50     | 31     | 22     | 61     | 88     | 6  | 0       |
| 2 avril 2024                                                | 22        | 75        | 21        | 31     | 169    | 50     | 31     | 22     | 61     | 88     | 7  | 0       |
| 9 juin 2024                                                 | 22        | 75        | 21        | 31     | 169    | 50     | 31     | 22     | 61     | 88     | 7  | 0       |

- Au 6 juillet 2022[24].

#### Élections des présidents de groupe
Le mercredi 22 juin 2022, Aurore Bergé est élue présidente du groupe Renaissance (172 députés) dès le premier tour.
| Candidat            | Candidat                                    | Circonscription                      | 1er tour | 1er tour |
| Candidat            | Candidat                                    | Circonscription                      | Voix     | %        |
| ------------------- | ------------------------------------------- | ------------------------------------ | -------- | -------- |
|                     | Aurore Bergé                                | Dixième circonscription des Yvelines | 88       | 57,5     |
| Guillaume Vuilletet | Deuxième circonscription du Val d'Oise      | 29                                   | 18,95    |          |
| Rémy Rebeyrotte     | Troisième circonscription de Saône-et-Loire | 25                                   | 16,34    |          |
| Stella Dupont       | Deuxième circonscription de Maine-et-Loire  | 11                                   | 7,19     |          |

Jean-Paul Mattei est élu président du groupe MoDem (48 députés) dès le premier tour, succédant à Patrick Mignola, non réélu lors des élections législatives.
| Candidat         | Candidat                               | Circonscription                                   | 1er tour | 1er tour |
| Candidat         | Candidat                               | Circonscription                                   | Voix     | %        |
| ---------------- | -------------------------------------- | ------------------------------------------------- | -------- | -------- |
|                  | Jean-Paul Mattei                       | Deuxième circonscription des Pyrénées-Atlantiques | 36       | 80,00    |
| Nicolas Turquois | Quatrième circonscription de la Vienne | 9                                                 | 20,00    |          |

Le même jour, Olivier Marleix est élu face à Julien Dive pour succéder à Damien Abad à la présidence du groupe Les Républicains (62 députés).
| Candidat    | Candidat                            | Circonscription                         | 1er tour | 1er tour |
| Candidat    | Candidat                            | Circonscription                         | Voix     | %        |
| ----------- | ----------------------------------- | --------------------------------------- | -------- | -------- |
|             | Olivier Marleix                     | Deuxième circonscription d'Eure-et-Loir | 40       | 66,67    |
| Julien Dive | Deuxième circonscription de l'Aisne | 20                                      | 33,33    |          |

Le mercredi 22 juin 2022, Mathilde Panot est réélue à l'unanimité pour présider le groupe La France insoumise (75 députés), Laurent Marcangeli est élu par acclamation président du futur groupe Horizons (30 députés), membre de la coalition Ensemble, André Chassaigne est reconduit à la présidence du groupe Gauche démocrate et républicaine (22 députés),, et Marine Le Pen est acclamée présidente du groupe Rassemblement national (qui succède au groupe Front national – Rassemblement national qui existait de 1986 à 1988) qui devient le premier groupe d'opposition avec 89 députés.
Le jeudi 23 juin 2022, Julien Bayou et Cyrielle Chatelain sont élus à l'unanimité coprésidents du groupe écologiste, qui est lui aussi recréé (il avait existé de 2012 à 2016). Ils désignent Sandrine Rousseau comme candidate à un poste de vice-présidente de l'Assemblée nationale. Le groupe écologiste compte 23 députés.
Le jeudi 23 juin 2022, Boris Vallaud est élu président du groupe socialiste face à Guillaume Garot pour succéder à Valérie Rabault qui ne se représente pas. Jérôme Guedj retire quant à lui sa candidature peu avant le vote. Le groupe socialiste compte 31 députés.
| Candidat        | Candidat                               | Circonscription                      | 1er tour | 1er tour |
| Candidat        | Candidat                               | Circonscription                      | Voix     | %        |
| --------------- | -------------------------------------- | ------------------------------------ | -------- | -------- |
|                 | Boris Vallaud                          | Troisième circonscription des Landes | 26       | 86,67    |
| Guillaume Garot | Première circonscription de la Mayenne | 4                                    | 13,33    |          |
| Jérôme Guedj    | Sixième circonscription de l'Essonne   | Retrait                              | Retrait  |          |

L'ancien président du groupe Liberté et territoires de la XVe législature, Bertrand Pancher, a oeuvré pour maintenir ce groupe . Il était envisagé d'appeler ce nouveau groupe Utiles (ultramarins, territoires, insularités, liberté, égalité et solidarités) mais il est finalement décidé de l'intituler Libertés, Indépendants, Outre-mer et Territoires. Il est co-présidé par Bertrand Pancher et par Christophe Naegelen et compte 20 députés.

### Président de l'Assemblée nationale

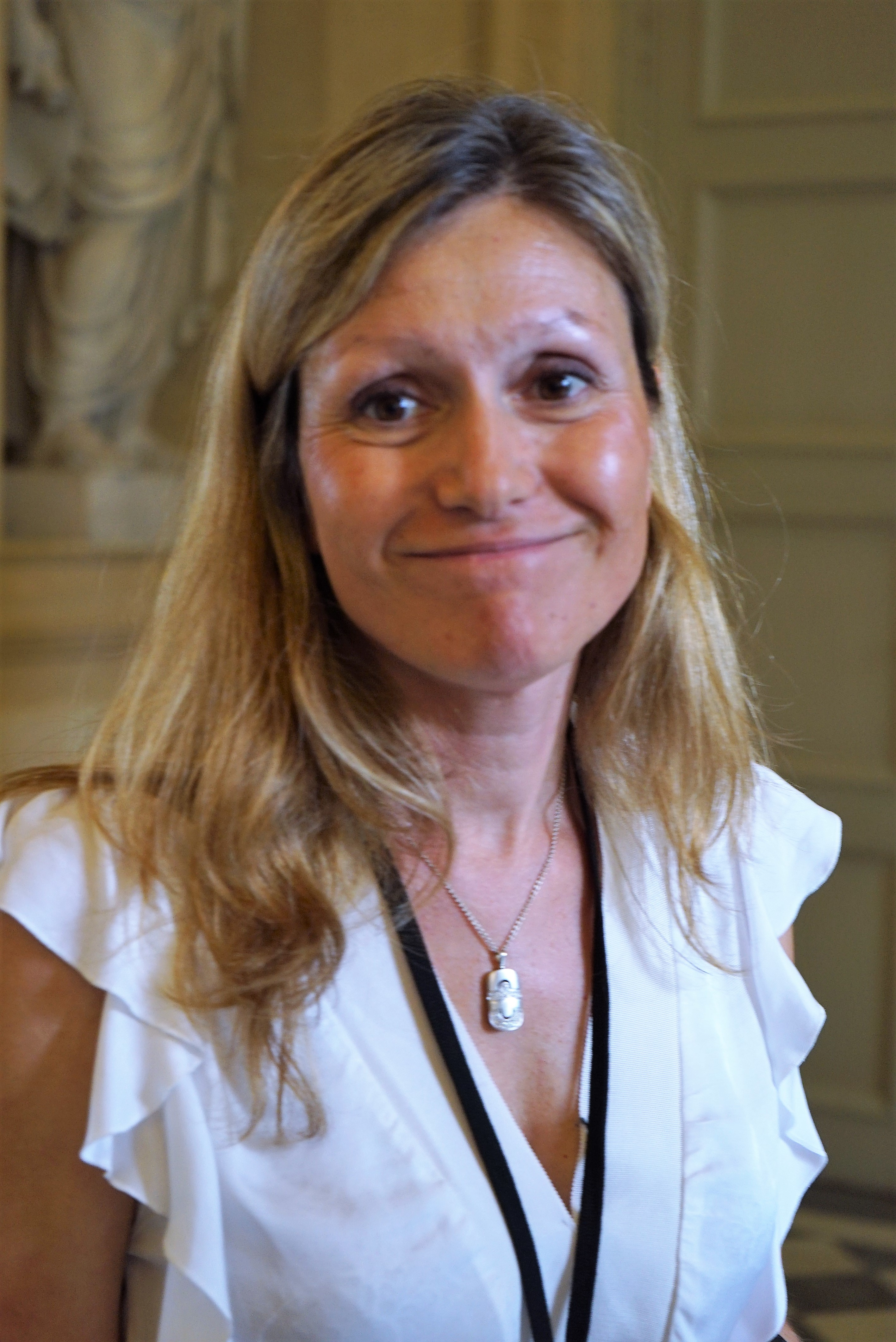
Yaël Braun-Pivet, première femme présidente de l'Assemblée nationale.

L'Assemblée nationale nouvellement élue se réunit pour la première fois le mardi 28 juin 2022 à 15 heures. Pendant cette séance, présidée par le doyen d'âge José Gonzalez du Rassemblement national (79 ans), a lieu l'élection du président de l'Assemblée. Les six députés les plus jeunes (Temetai Le Gayic, Louis Boyard, Pierrick Berteloot, Bryan Masson, Damien Maudet, Charles Rodwell, du plus jeune au plus âgé) remplissent les fonctions de secrétaires jusqu'à la composition du Bureau, qui a lieu le lendemain.

#### Primaire de la coalition présidentielle
La coalition électorale Ensemble, constituée des groupes Renaissance (ex-LREM), MoDem et Horizons, organise une primaire interne le mercredi 22 juin 2022 afin de désigner son candidat pour l'élection. Yaël Braun-Pivet l'emporte face à Roland Lescure, Joël Giraud, Barbara Pompili et Sophie Errante. D'abord candidat, Éric Woerth se retire avant le vote.
| Candidat         | Circonscription                                              | Parti     | Parti     | 1er tour | 1er tour | 2e tour | 2e tour |
| Candidat         | Circonscription                                              | Parti     | Parti     | Voix     | %        | Voix    | %       |
| ---------------- | ------------------------------------------------------------ | --------- | --------- | -------- | -------- | ------- | ------- |
| Yaël Braun-Pivet | Cinquième circonscription des Yvelines                       |           | LREM      | 87       | 42,23    | 105     | 55,26   |
| Roland Lescure   | Première circonscription des Français établis hors de France |           | LREM      | 67       | 32,52    | 85      | 44,74   |
| Joël Giraud      | Deuxième circonscription des Hautes-Alpes                    |           | PRV       | 27       | 13,11    |         |         |
| Barbara Pompili  | Deuxième circonscription de la Somme                         |           | EC        | 20       | 9,71     |         |         |
| Sophie Errante   | Dixième circonscription de la Loire-Atlantique               |           | LREM      | 4        | 1,94     |         |         |
|                  |                                                              |           |           |          |          |         |         |
| Votants          | Votants                                                      | Votants   | Votants   | 206      | 100      | 190     | 100     |
| Blanc/nul        | Blanc/nul                                                    | Blanc/nul | Blanc/nul | 1        | 0,49     | 0       | 0       |

#### Élection pour la présidence de l'Assemblée nationale
Nathalie Bassire (LIOT), Sébastien Chenu (RN), Annie Genevard (LR) et Fatiha Keloua-Hachi (SOC, soutenue par les autres membres de la NUPES) sont également candidats.
Pour être élu président de l'Assemblée nationale, le candidat doit réunir la majorité absolue des suffrages exprimés au premier ou au second tour ou bien la majorité relative au troisième tour du scrutin. Aucun candidat ne réunit la majorité absolue au premier tour du scrutin. Le candidat du Rassemblement national, Sébastien Chenu, décide de se retirer à l'issue du premier tour, abaissant le seuil de la majorité absolue. C'est ainsi qu'au second tour du scrutin, Yaël Braun-Pivet est élue présidente de l'Assemblée nationale, devenant la première femme à occuper cette fonction.
| Candidat    | Candidat            | Circonscription                                  | Groupe      | 1er tour | 1er tour | 2d tour | 2d tour |
| Candidat    | Candidat            | Circonscription                                  | Groupe      | Voix     | %        | Voix    | %       |
| ----------- | ------------------- | ------------------------------------------------ | ----------- | -------- | -------- | ------- | ------- |
|             | Yaël Braun-Pivet    | Cinquième circonscription des Yvelines           | RE          | 238      | 42,35    | 242     | 52,38   |
|             | Fatiha Keloua-Hachi | Huitième circonscription de la Seine-Saint-Denis | SOC         | 146      | 25,98    | 144     | 31,17   |
|             | Sébastien Chenu     | Dix-neuvième circonscription du Nord             | RN          | 90       | 16,01    | Retrait | Retrait |
|             | Annie Genevard      | Cinquième circonscription du Doubs               | LR          | 61       | 10,85    | 60      | 12,99   |
|             | Nathalie Bassire    | Troisième circonscription de La Réunion          | LIOT        | 18       | 3,20     | 16      | 3,46    |
|             |                     |                                                  |             |          |          |         |         |
| Votants     | Votants             | Votants                                          | Votants     | 562      | 100      | 474     | 100     |
| Exprimés    | Exprimés            | Exprimés                                         | Exprimés    | 553      | 98,05    | 462     | 97,47   |
| Blancs/nuls | Blancs/nuls         | Blancs/nuls                                      | Blancs/nuls | 9        | 1,05     | 12      | 2,53    |

### Bureau de l'Assemblée nationale

#### Composition actuelle du Bureau

Composition du Bureau de l'Assemblée nationale au 15 février 2024

Le Bureau de l'Assemblée nationale est composé du président de l'Assemblée, des 6 vice-présidents, des 3 questeurs ainsi que des 12 secrétaires.
| Fonction        | Titulaire | Titulaire                 | Circonscription                                   | Groupe    |
| --------------- | --------- | ------------------------- | ------------------------------------------------- | --------- |
| Présidente      |           | Yaël Braun-Pivet          | Cinquième circonscription des Yvelines            | RE        |
| Vice-présidents |           | Valérie Rabault           | Première circonscription de Tarn-et-Garonne       | SOC       |
| Vice-présidents |           | Élodie Jacquier-Laforge   | Neuvième circonscription de l'Isère               | DEM       |
| Vice-présidents |           | Naïma Moutchou            | Quatrième circonscription du Val-d'Oise           | HOR       |
| Vice-présidents |           | Caroline Fiat             | Sixième circonscription de Meurthe-et-Moselle     | LFI-NUPES |
| Vice-présidents |           | Sébastien Chenu           | Dix-neuvième circonscription du Nord              | RN        |
| Vice-présidents |           | Hélène Laporte            | Deuxième circonscription de Lot-et-Garonne        | RN        |
| Questeurs       |           | Éric Woerth               | Quatrième circonscription de l'Oise               | RE        |
| Questeurs       |           | Éric Ciotti               | Première circonscription des Alpes-Maritimes      | LR        |
| Questeurs       |           | Brigitte Klinkert         | Première circonscription du Haut-Rhin             | RE        |
| Secrétaires     |           | Christophe Blanchet       | Quatrième circonscription du Calvados             | DEM       |
| Secrétaires     |           | Soumya Bourouaha          | Quatrième circonscription de la Seine-Saint-Denis | GDR-NUPES |
| Secrétaires     |           | Claire Colomb-Pitollat    | Deuxième circonscription des Bouches-du-Rhône     | RE        |
| Secrétaires     |           | Caroline Janvier          | Deuxième circonscription du Loiret                | RE        |
| Secrétaires     |           | Lise Magnier              | Quatrième circonscription de la Marne             | HOR       |
| Secrétaires     |           | Maxime Minot              | Septième circonscription de l'Oise                | LR        |
| Secrétaires     |           | Pierre Morel-À-L'Huissier | Circonscription de la Lozère                      | LIOT      |
| Secrétaires     |           | Danièle Obono             | Dix-septième circonscription de Paris             | LFI-NUPES |
| Secrétaires     |           | Rémy Rebeyrotte           | Troisième circonscription de Saône-et-Loire       | RE        |
| Secrétaires     |           | Sabrina Sebaihi           | Quatrième circonscription des Hauts-de-Seine      | ECO-NUPES |
| Secrétaires     |           | Jean Terlier              | Troisième circonscription du Tarn                 | RE        |
| Secrétaires     |           | Laurence Vichnievsky      | Troisième circonscription du Puy-de-Dôme          | DEM       |

### Installation du Bureau
Le Bureau est composé le mercredi 29 juin 2022 à 15 heures, en séance publique. Plus tôt dans la journée, les présidents de groupe, réunis sous la présidence de Yaël Braun-Pivet, ont échoué à se répartir les postes, rendant nécessaire l'organisation d'un scrutin. Lors des deux premiers tours, doivent être élus, dans l'ordre des suffrages, ceux ayant obtenu la majorité des suffrages exprimés. Au troisième tour, seule la majorité relative suffit, le plus âgé étant nommé en cas d'égalité.
Pour les six postes de vice-présidents, huit personnes sont candidates. Sous la précédente législature, l'usage voulait que la première vice-présidente soit conférée à un député issu de l'opposition. Conformément à cet usage, Valérie Rabault (PS-NUPES), mieux élue des candidates d'opposition, a été nommée première vice-présidente de l'Assemblée nationale.
| Candidat                | Groupe         | Groupe         | Premier tour | Premier tour | Situation |
| Candidat                | Groupe         | Groupe         | Voix         | %            | Situation |
| ----------------------- | -------------- | -------------- | ------------ | ------------ | --------- |
| Valérie Rabault         |                | SOC            | 367          | 68,47        | Élus      |
| Élodie Jacquier-Laforge |                | DEM            | 373          | 69,59        | Élus      |
| Naïma Moutchou          |                | HOR            | 373          | 69,59        | Élus      |
| Caroline Fiat           |                | LFI-NUPES      | 297          | 55,41        | Élus      |
| Sébastien Chenu         |                | RN             | 290          | 54,10        | Élus      |
| Hélène Laporte          |                | RN             | 284          | 52,99        | Élus      |
| Benjamin Lucas          |                | ECO-NUPES      | 32           | 5,97         | -         |
| Sandrine Rousseau       |                | ECO-NUPES      | 29           | 5,41         | -         |
|                         |                |                |              |              |           |
| Votants                 | Votants        | Votants        | 551          | 100,00       |           |
| Blancs et nuls          | Blancs et nuls | Blancs et nuls | 15           | 2,72         |           |
| Exprimés                | Exprimés       | Exprimés       | 536          | 97,28        |           |

Pour les trois postes de questeurs, quatre personnes sont candidates.
| Candidat        | Groupe         | Groupe         | Premier tour | Premier tour | Situation |
| Candidat        | Groupe         | Groupe         | Voix         | %            | Situation |
| --------------- | -------------- | -------------- | ------------ | ------------ | --------- |
| Marie Guévenoux |                | RE             | 378          | 71,05        | Élus      |
| Éric Ciotti     |                | LR             | 367          | 68,98        | Élus      |
| Éric Woerth     |                | RE             | 356          | 66,91        | Élus      |
| Bastien Lachaud |                | LFI-NUPES      | 158          | 29,70        | -         |
|                 |                |                |              |              |           |
| Votants         | Votants        | Votants        | 544          | 100,00       |           |
| Blancs et nuls  | Blancs et nuls | Blancs et nuls | 12           | 2,21         |           |
| Exprimés        | Exprimés       | Exprimés       | 532          | 97,79        |           |

Pour les douze postes de secrétaires, dix-sept personnes sont candidates.
| Candidat                  | Groupe         | Groupe         | Premier tour | Premier tour | Second tour          | Second tour          | Situation            |
| Candidat                  | Groupe         | Groupe         | Voix         | %            | Voix                 | %                    | Situation            |
| ------------------------- | -------------- | -------------- | ------------ | ------------ | -------------------- | -------------------- | -------------------- |
| Philippe Gosselin         |                | LR             | 363          | 71,18        | Élus au premier tour | Élus au premier tour | Élus au premier tour |
| Soumya Bourouaha          |                | GDR-NUPES      | 359          | 70,39        | Élus au premier tour | Élus au premier tour | Élus au premier tour |
| Caroline Janvier          |                | RE             | 357          | 70,00        | Élus au premier tour | Élus au premier tour | Élus au premier tour |
| Christophe Blanchet       |                | DEM            | 356          | 69,80        | Élus au premier tour | Élus au premier tour | Élus au premier tour |
| Jean Terlier              |                | RE             | 355          | 69,61        | Élus au premier tour | Élus au premier tour | Élus au premier tour |
| Claire Pitollat           |                | RE             | 354          | 69,41        | Élus au premier tour | Élus au premier tour | Élus au premier tour |
| Laurence Vichnievsky      |                | DEM            | 353          | 69,22        | Élus au premier tour | Élus au premier tour | Élus au premier tour |
| Pierre Morel-À-L'Huissier |                | LIOT           | 352          | 69,02        | Élus au premier tour | Élus au premier tour | Élus au premier tour |
| Yannick Favennec-Bécot    |                | HOR            | 349          | 68,43        | Élus au premier tour | Élus au premier tour | Élus au premier tour |
| Rémy Rebeyrotte           |                | RE             | 316          | 61,96        | Élus au premier tour | Élus au premier tour | Élus au premier tour |
| Frédéric Mathieu          |                | LFI-NUPES      | 180          | 35,29        | 3                    | 1,21                 | -                    |
| Sarah Legrain             |                | LFI-NUPES      | 128          | 25,10        | 7                    | 2,82                 | -                    |
| Danièle Obono             |                | LFI-NUPES      | 127          | 24,90        | 128                  | 51,61                | Élus au second tour  |
| Hubert Julien-Laferrière  |                | ECO-NUPES      | 124          | 24,31        | 140                  | 56,45                | Élus au second tour  |
| Bruno Bilde               |                | RN             | 118          | 23,14        | 102                  | 41,13                | -                    |
| Edwige Diaz               |                | RN             | 116          | 22,75        | 94                   | 37,90                | -                    |
| Sandrine Rousseau         |                | ECO-NUPES      | 93           | 18,24        | 4                    | 1,61                 | -                    |
|                           |                |                |              |              |                      |                      |                      |
| Votants                   | Votants        | Votants        | 517          | 100,00       | 282                  | 100,00               |                      |
| Blancs et nuls            | Blancs et nuls | Blancs et nuls | 7            | 1,35         | 34                   | 12,06                |                      |
| Exprimés                  | Exprimés       | Exprimés       | 510          | 98,65        | 248                  | 87,94                |                      |

#### Anciens membres du Bureau
| Fonction    | Titulaire | Titulaire                                      | Circonscription                         | Groupe    |
| ----------- | --------- | ---------------------------------------------- | --------------------------------------- | --------- |
| Questeurs   |           | Marie Guévenoux jusqu'en février 2024          | Neuvième circonscription de l'Essonne   | RE        |
| Secrétaires |           | Philippe Gosselin jusqu'en octobre 2023        | Première circonscription de la Manche   | LR        |
| Secrétaires |           | Yannick Favennec-Bécot jusqu'en octobre 2023   | Troisième circonscription de la Mayenne | HOR       |
| Secrétaires |           | Hubert Julien-Laferrière jusqu'en octobre 2023 | Deuxième circonscription du Rhône       | ECO-NUPES |

### Commissions et autres organes parlementaires
| Commissions permanentes                                                                                    | Président | Président                                                                                              | Groupe    |
| --- | --------- | --- | --------- |
| Commission des Affaires culturelles et de l'Éducation                                                      |           | Isabelle Rauch                                                                                         | HOR       |
| Commission des Affaires économiques                                                                        |           | Guillaume Kasbarian (jusqu'au 8 février 2024) Stéphane Travert (à partir du 14 février 2024)           | RE        |
| Commission des Affaires étrangères                                                                         |           | Jean-Louis Bourlanges                                                                                  | DEM       |
| Commission des Affaires sociales                                                                           |           | Fadila Khattabi (jusqu'au 20 juillet 2023) Charlotte Parmentier-Lecocq (à partir du 18 septembre 2023) | RE        |
| └ Rapporteure générale : Stéphanie Rist (RE)                                                               |           | |           |
| Commission de la Défense nationale et des Forces armées                                                    |           | Thomas Gassilloud                                                                                      | RE        |
| Commission du Développement durable et de l'Aménagement du territoire                                      |           | Jean-Marc Zulesi                                                                                       | RE        |
| Commission des Finances, de l'Économie générale et du Contrôle budgétaire                                  |           | Éric Coquerel                                                                                          | LFI-NUPES |
| └ Rapporteur général : Jean-René Cazeneuve (RE)                                                            |           | |           |
| Commission des Lois constitutionnelles, de la Législation et de l'Administration générale de la République |           | Sacha Houlié                                                                                           | RE        |
| Autres commissions                                                                                         | Président | Président                                                                                              | Groupe    |
| Commission des Affaires européennes                                                                        |           | Pieyre-Alexandre Anglade                                                                               | RE        |
| Commission spéciale chargée de vérifier et d'apurer les comptes                                            |           | Marie-Christine Dalloz                                                                                 | LR        |
| Délégations                                                                                                | Président | Président                                                                                              | Groupe    |
| Délégation aux droits des enfants                                                                          |           | Perrine Goulet                                                                                         | DEM       |
| Délégation aux droits des femmes et à l’égalité des chances entre les hommes et les femmes                 |           | Véronique Riotton                                                                                      | RE        |
| Délégation parlementaire au renseignement                                                                  |           | Sacha Houlié                                                                                           | RE        |
| Délégation parlementaire aux Outre-mer                                                                     |           | Moetai Brotherson (jusqu'au 9 juin 2023) Davy Rimane (à partir du 22 juin 2023)                        | GDR-NUPES |
| Délégation aux collectivités territoriales et à la décentralisation                                        |           | Thomas Cazenave (jusqu'au 20 juillet 2023) David Valence (à partir du 20 septembre 2023)               | RE        |
| Autres organes                                                                                             | Président | Président                                                                                              | Groupe    |
| Office d'évaluation des choix scientifiques et technologiques                                              |           | Pierre Henriet (jusqu'au 1er octobre 2023)                                                             | RE        |
| Comité d'évaluation et de contrôle des politiques publiques                                                |           | Yaël Braun-Pivet                                                                                       | RE        |

Chaque commission élit un bureau d'un président, de quatre vice-présidents et de quatre secrétaires. La Commission des affaires sociales et la Commission des finances, de l’économie générale et du contrôle budgétaire nomment chacune un rapporteur général.
La fonction de président de la Commission des finances de l'Assemblée nationale est réservée à l'opposition d'après l'article 39 du Règlement de l'Assemblée nationale. La présidente du groupe Renaissance, Aurore Bergé, confirme que les députés de la majorité ne prendront pas part au vote, conformément à la coutume, de manière à permettre aux oppositions de désigner seules ce président. Revendiquent la présidence de cette commission à la fois la NUPES, en tant que plus grande coalition d'opposition, qui présente Éric Coquerel (LFI-NUPES), Valérie Rabault (SOC) ayant retiré sa candidature, et le Rassemblement national, en tant que plus grand groupe d'opposition, qui présente Jean-Philippe Tanguy. Eric Coquerel est élu au troisième tour avec 21 voix contre 11 pour Jean-Philippe Tanguy et 9 pour Véronique Louwagie (LR).
Une délégation aux droits des enfants est créée par une décision de la conférence des présidents en date du 13 septembre 2022. Sa présidence est assurée par Perrine Goulet, députée MoDem, élue lors de la réunion inaugurale de la délégation le 4 octobre suivant.

## Historique de la législature
Le Parlement se réunit de quatre façons différentes : en session ordinaire, en session extraordinaire, en session de plein droit et en Congrès.
Les sessions ordinaires, conformément à l'article 28 de la Constitution, « commence[nt] le premier jour ouvrable d'octobre et pren[nent] fin le dernier jour ouvrable de juin ». Elles sont ainsi autonomes dans leur organisation.
Les sessions extraordinaires sont, quant à elles, réunies sur demande du Premier ministre ou de la majorité des députés. Elles sont convoquées et clôturées par décret du Président de la République, et portent sur un ordre du jour précis. Elles ont généralement lieu en juillet et en septembre.
Les sessions de plein droit se déroulent dans des situations particulières telles que l'application des pouvoirs exceptionnels prévus à l'article 16 de la Constitution ou lorsque la première réunion de la nouvelle Assemblée nationale élue à l'issue d'une dissolution doit se tenir en dehors d'une session ordinaire. Ces sessions se réunissent de plein droit, sans convocation du Président de la République.
Le Congrès est le nom donné à la réunion de l'Assemblée nationale et du Sénat au sein d'un même hémicycle : la Salle du Congrès du Château de Versailles. Le Congrès peut être convoqué pour les révisions constitutionnelles en application de l'article 89 de la Constitution ou pour une déclaration du Président de la République en application du troisième alinéa de l'article 18 de la Constitution. À l'instar des sessions extraordinaires, les Congrès sont convoqués par décret du Président de la République sur un ordre du jour donné.
La XVIe législature a compté trois sessions ordinaires, trois sessions extraordinaires et une réunion du Parlement en Congrès, soit un total de sept sessions différentes.
| Session                                           | Dates                           | Séances | Faits notables |
| ------------------------------------------------- | ------------------------------- | ------- | --- |
| Session ordinaire                                 | 28 - 30 juin 2022               | 2,      | - Élection du président de l'Assemblée nationale le 28 juin. - Élection et installation du bureau de l'Assemblée nationale le 29 juin.                                     |
| Session extraordinaire                            | 5 juillet - 4 août 2022         | 32      | - Déclaration de politique générale devant l'Assemblée nationale et le Sénat - Examen du projet de loi relatif aux mesures d'urgence pour la protection du pouvoir d'achat |
| Session ordinaire                                 | 1er octobre 2022 - 30 juin 2023 | 293     | - Examen du projet de réforme des retraites de 2023 |
| Session extraordinaire                            | 3 - 21 juillet 2023             | 29      | - Examen du projet de loi d'orientation et programmation du ministère de la Justice 2023-2027                                                                              |
| Session extraordinaire                            | 25 - 29 septembre 2023          | 12      | - Examen du projet de loi pour le plein emploi - Examen du projet de loi de programmation des finances publiques 2023-2027                                                 |
| Session ordinaire                                 | 2 octobre 2023 - 9 juin 2024 *  | 235     | - Suite de l'examen du projet de loi pour le plein emploi |
| Congrès (article 89, alinéa 3 de la Constitution) | 4 mars 2024                     | 1       | - Adoption définitive de la loi constitutionnelle relative à la liberté de recourir à l'interruption volontaire de grossesse                                               |

* En application de l'article 12 de la Constitution, l'Assemblée nationale est dissoute par le Président de la République le 9 juin 2024. La XVIe législature se clôture donc à cette date, tandis que la session ordinaire se poursuit jusqu'au 29 juin 2024. Cependant, compte tenu de la date des élections législatives et de l'ajournement du Sénat décidé le 10 juin 2024, plus aucune séance n'a lieu au cours de cette session.

### Session ordinaire 2021–2022
La XVIe législature s'ouvre durant la session ordinaire 2021–2022, entamée le 1er octobre 2021 sous la précédente législature. 2 séances publiques sont organisées les 28 et 29 juin 2022 afin de permettre l'élection du président de l'Assemblée nationale, la composition des groupes politiques, la répartition des députés par commissions et des places dans l'hémicycle ainsi que l'élection des autres membres du Bureau.
La séance du 28 juin 2022 voit l'élection de Yaël Braun-Pivet comme présidente de l'Assemblée nationale. Le doyen d'âge, président de séance, José Gonzalez (RN), dans une brève allocution liminaire, mentionne l'Algérie française dont il aurait été « arraché », ce qui est critiqué notamment par les députés de gauche Julien Bayou (ECO-NUPES), Sandrine Rousseau (ECO-NUPES), Mathilde Panot (LFI) et Olivier Faure (SOC) qui lui reprochent de faire l'apologie de la colonisation.

### Session extraordinaire 2022
Le Parlement est convoqué en session extraordinaire à partir du 5 juillet 2022. L'ordre du jour comprend notamment une déclaration du Gouvernement devant l'Assemblée nationale et le Sénat ainsi que deux déclarations du Gouvernement suivie de débats devant l'Assemblée nationale et le Sénat à propos de la présidence française de l'Union européenne et du projet de programme de stabilité pour 2022-2027. Sont également à l'ordre du jour l'examen des projets de lois suivants : 
- Projet de loi maintenant provisoirement un dispositif de veille et de sécurité sanitaire en matière de lutte contre la covid-19 ;
- Projet de loi relatif aux mesures d'urgence pour la protection du pouvoir d'achat ;
- Projet de loi de finances rectificative pour 2022.

Enfin, la ratification du Traité du Quirinal entre la France et l'Italie, ainsi que celles d'autres traités bilatéraux ou internationaux sont à l'ordre du jour de la session.
Cette session est marquée par de premiers débats houleux et de nombreux rappels aux règlement de la part des députés.

#### Motion de censure du 11 juillet 2022
Le 6 juillet 2022, Mathilde Panot (LFI-NUPES), Boris Vallaud (SOC), Julien Bayou et Cyrielle Chatelain (ECO-NUPES), André Chassaigne (GDR-NUPES) ainsi que 145 autres députés des groupes d’opposition de gauche à l’Assemblée nationale déposent une motion de censure du gouvernement, qui a refusé de solliciter un vote de confiance, en application de l'article 49 alinéa 2 de la Constitution. Les groupes Les Républicains et Rassemblement national annoncent qu'ils ne voteront pas la motion de censure. Il s'agit du premier scrutin public de la législature.
La motion de censure est rejetée le 11 juillet 2022 avec 146 voix pour sur les 289 requises. Parmi les 31 députés du groupe socialiste, six n'ont pas voté la motion de censure : Joël Aviragnet, Bertrand Petit, Dominique Potier, Valérie Rabault, vice-présidente de l'Assemblée nationale, Hervé Saulignac, et Cécile Untermaier. Par ailleurs, Nicolas Dupont-Aignan, leader de Debout la France et non-inscrit, a voté la censure.
| Position                                                            | Groupe                                                              | Groupe                                                              | Groupe                                                              | Groupe                                                              | Groupe                                                              | Groupe                                                              | Groupe                                                              | Groupe                                                              | Groupe                                                              | Groupe                                                              | NI (9)                                                              | Total   |
| Position                                                            | GDR-NUPES (22)                                                      | LFI-NUPES (75)                                                      | ÉCO-NUPES (23)                                                      | SOC (31)                                                            | RE (172)                                                            | DEM (48)                                                            | HOR (30)                                                            | LIOT (16)                                                           | LR (62)                                                             | RN (89)                                                             | NI (9)                                                              | Total   |
| ------------------------------------------------------------------- | ------------------------------------------------------------------- | ------------------------------------------------------------------- | ------------------------------------------------------------------- | ------------------------------------------------------------------- | ------------------------------------------------------------------- | ------------------------------------------------------------------- | ------------------------------------------------------------------- | ------------------------------------------------------------------- | ------------------------------------------------------------------- | ------------------------------------------------------------------- | ------------------------------------------------------------------- | ------- |
| Position                                                            |                                                                     |                                                                     |                                                                     |                                                                     |                                                                     |                                                                     |                                                                     |                                                                     |                                                                     |                                                                     | NI (9)                                                              | Total   |
| POUR                                                                | 22                                                                  | 75                                                                  | 23                                                                  | 25                                                                  | 0                                                                   | 0                                                                   | 0                                                                   | 0                                                                   | 0                                                                   | 0                                                                   | 1                                                                   | 146     |
| Majorité absolue des membres de l'Assemblée nationale requise : 289 | Majorité absolue des membres de l'Assemblée nationale requise : 289 | Majorité absolue des membres de l'Assemblée nationale requise : 289 | Majorité absolue des membres de l'Assemblée nationale requise : 289 | Majorité absolue des membres de l'Assemblée nationale requise : 289 | Majorité absolue des membres de l'Assemblée nationale requise : 289 | Majorité absolue des membres de l'Assemblée nationale requise : 289 | Majorité absolue des membres de l'Assemblée nationale requise : 289 | Majorité absolue des membres de l'Assemblée nationale requise : 289 | Majorité absolue des membres de l'Assemblée nationale requise : 289 | Majorité absolue des membres de l'Assemblée nationale requise : 289 | Majorité absolue des membres de l'Assemblée nationale requise : 289 | Rejetée |

#### Projet de loi mettant fin aux régimes d’exception créés pour lutter contre l’épidémie liée à la Covid-19
Le gouvernement dépose le 4 juillet 2022 un projet de loi maintenant provisoirement un dispositif de veille et de sécurité sanitaire en matière de lutte contre la covid-19 en première lecture et y engage la procédure accélérée. Saisie au fond, la Commission des Lois entame ses travaux le lendemain et nomme Caroline Abadie (RE) rapporteure du projet.
La discussion en séance publique a lieu durant les séances des 11 et 12 juillet 2022. Composé de deux articles, le texte est largement amendé, le second article portant sur la possibilité de rétablir le pass sanitaire pour les voyages depuis et vers l'étranger ayant même été supprimé à 219 voix contre 195. Le projet de loi est finalement adopté en première lecture avec 221 voix pour contre 187 voix contre, lors d'un scrutin public demandé par Mathilde Panot (LFI-NUPES).
| Position                                                                              | Groupe                                                                                | Groupe                                                                                | Groupe                                                                                | Groupe                                                                                | Groupe                                                                                | Groupe                                                                                | Groupe                                                                                | Groupe                                                                                | Groupe                                                                                | Groupe                                                                                | NI                                                                                    | Total  |
| Position                                                                              | GDR-NUPES                                                                             | LFI-NUPES                                                                             | ÉCO-NUPES                                                                             | SOC                                                                                   | RE                                                                                    | DEM                                                                                   | HOR                                                                                   | LIOT                                                                                  | LR                                                                                    | RN                                                                                    | NI                                                                                    | Total  |
| ------------------------------------------------------------------------------------- | ------------------------------------------------------------------------------------- | ------------------------------------------------------------------------------------- | ------------------------------------------------------------------------------------- | ------------------------------------------------------------------------------------- | ------------------------------------------------------------------------------------- | ------------------------------------------------------------------------------------- | ------------------------------------------------------------------------------------- | ------------------------------------------------------------------------------------- | ------------------------------------------------------------------------------------- | ------------------------------------------------------------------------------------- | ------------------------------------------------------------------------------------- | ------ |
| Position                                                                              |                                                                                       |                                                                                       |                                                                                       |                                                                                       |                                                                                       |                                                                                       |                                                                                       |                                                                                       |                                                                                       |                                                                                       | NI                                                                                    | Total  |
| POUR                                                                                  | 0                                                                                     | 0                                                                                     | 0                                                                                     | 0                                                                                     | 128                                                                                   | 39                                                                                    | 20                                                                                    | 0                                                                                     | 31                                                                                    | 2                                                                                     | 1                                                                                     | 221    |
| CONTRE                                                                                | 12                                                                                    | 72                                                                                    | 16                                                                                    | 3                                                                                     | 0                                                                                     | 0                                                                                     | 0                                                                                     | 2                                                                                     | 8                                                                                     | 73                                                                                    | 1                                                                                     | 187    |
| ABSTENTION                                                                            | 0                                                                                     | 0                                                                                     | 0                                                                                     | 14                                                                                    | 0                                                                                     | 0                                                                                     | 1                                                                                     | 2                                                                                     | 6                                                                                     | 0                                                                                     | 1                                                                                     | 24     |
| Nombre de votants : 432 — Nombre de suffrages exprimés : 408 — Majorité absolue : 205 | Nombre de votants : 432 — Nombre de suffrages exprimés : 408 — Majorité absolue : 205 | Nombre de votants : 432 — Nombre de suffrages exprimés : 408 — Majorité absolue : 205 | Nombre de votants : 432 — Nombre de suffrages exprimés : 408 — Majorité absolue : 205 | Nombre de votants : 432 — Nombre de suffrages exprimés : 408 — Majorité absolue : 205 | Nombre de votants : 432 — Nombre de suffrages exprimés : 408 — Majorité absolue : 205 | Nombre de votants : 432 — Nombre de suffrages exprimés : 408 — Majorité absolue : 205 | Nombre de votants : 432 — Nombre de suffrages exprimés : 408 — Majorité absolue : 205 | Nombre de votants : 432 — Nombre de suffrages exprimés : 408 — Majorité absolue : 205 | Nombre de votants : 432 — Nombre de suffrages exprimés : 408 — Majorité absolue : 205 | Nombre de votants : 432 — Nombre de suffrages exprimés : 408 — Majorité absolue : 205 | Nombre de votants : 432 — Nombre de suffrages exprimés : 408 — Majorité absolue : 205 | Adopté |

Le Sénat adopte le projet de loi en première lecture à 189 voix contre 22, change son intitulé pour projet de loi mettant fin aux régimes d’exception créés pour lutter contre l’épidémie liée à la covid 19 et rétablit dans le texte la possibilité pour le gouvernement d'effectuer des contrôles de vaccinaux aux frontières hexagonales,. Une commission mixte paritaire composée notamment des rapporteurs de l'Assemblée nationale Caroline Abadie et du Sénat Philippe Bas est convoquée le 21 juillet 2022 et parvient à un accord sur une nouvelle version du projet de loi. Le texte de la commission reprend une majorité de dispositions adoptées en première lecture par le Sénat, mais remplace la possibilité d'un contrôle vaccinal aux frontières hexagonales par celle d'un simple contrôle sanitaire. Le sénateur socialiste Bernard Jomier dénonce « une position politique destinée à flatter les antivax pour obtenir le vote des LR à l’Assemblée nationale et montrer que c’est la droite qui fait la loi ». Le nouveau texte conditionne également la réintégration du personnel soignant non-vacciné à l'avis de la Haute Autorité de santé.
Les lectures du texte de la commission mixte paritaire conduisent à l'adoption définitive du projet de loi par les deux chambres. L'Assemblée nationale adopte le projet à 184 voix contre 149 le 25 juillet 2022, grâce aux voix des groupes de la majorité et du groupe socialiste, le groupe écologiste s'étant abstenu et la plupart des députés LR n'étant pas présents lors du vote. Le lendemain, le Sénat adopte le projet à 209 voix contre 30, le groupe communiste et une poignée de sénateurs LR ayant voté contre, tandis que les sénateurs socialistes et écologistes se sont abstenus,.
| Position                                                                              | Groupe                                                                                | Groupe                                                                                | Groupe                                                                                | Groupe                                                                                | Groupe                                                                                | Groupe                                                                                | Groupe                                                                                | Groupe                                                                                | Groupe                                                                                | Groupe                                                                                | NI                                                                                    | Total  |
| Position                                                                              | GDR-NUPES                                                                             | LFI-NUPES                                                                             | ÉCO-NUPES                                                                             | SOC                                                                                   | RE                                                                                    | DEM                                                                                   | HOR                                                                                   | LIOT                                                                                  | LR                                                                                    | RN                                                                                    | NI                                                                                    | Total  |
| ------------------------------------------------------------------------------------- | ------------------------------------------------------------------------------------- | ------------------------------------------------------------------------------------- | ------------------------------------------------------------------------------------- | ------------------------------------------------------------------------------------- | ------------------------------------------------------------------------------------- | ------------------------------------------------------------------------------------- | ------------------------------------------------------------------------------------- | ------------------------------------------------------------------------------------- | ------------------------------------------------------------------------------------- | ------------------------------------------------------------------------------------- | ------------------------------------------------------------------------------------- | ------ |
| Position                                                                              |                                                                                       |                                                                                       |                                                                                       |                                                                                       |                                                                                       |                                                                                       |                                                                                       |                                                                                       |                                                                                       |                                                                                       | NI                                                                                    | Total  |
| POUR                                                                                  | 0                                                                                     | 0                                                                                     | 0                                                                                     | 15                                                                                    | 105                                                                                   | 26                                                                                    | 20                                                                                    | 0                                                                                     | 16                                                                                    | 0                                                                                     | 2                                                                                     | 184    |
| CONTRE                                                                                | 15                                                                                    | 61                                                                                    | 0                                                                                     | 0                                                                                     | 0                                                                                     | 0                                                                                     | 0                                                                                     | 3                                                                                     | 1                                                                                     | 68                                                                                    | 1                                                                                     | 149    |
| ABSTENTION                                                                            | 0                                                                                     | 0                                                                                     | 11                                                                                    | 3                                                                                     | 0                                                                                     | 0                                                                                     | 2                                                                                     | 3                                                                                     | 3                                                                                     | 0                                                                                     | 0                                                                                     | 22     |
| Nombre de votants : 355 — Nombre de suffrages exprimés : 333 — Majorité absolue : 167 | Nombre de votants : 355 — Nombre de suffrages exprimés : 333 — Majorité absolue : 167 | Nombre de votants : 355 — Nombre de suffrages exprimés : 333 — Majorité absolue : 167 | Nombre de votants : 355 — Nombre de suffrages exprimés : 333 — Majorité absolue : 167 | Nombre de votants : 355 — Nombre de suffrages exprimés : 333 — Majorité absolue : 167 | Nombre de votants : 355 — Nombre de suffrages exprimés : 333 — Majorité absolue : 167 | Nombre de votants : 355 — Nombre de suffrages exprimés : 333 — Majorité absolue : 167 | Nombre de votants : 355 — Nombre de suffrages exprimés : 333 — Majorité absolue : 167 | Nombre de votants : 355 — Nombre de suffrages exprimés : 333 — Majorité absolue : 167 | Nombre de votants : 355 — Nombre de suffrages exprimés : 333 — Majorité absolue : 167 | Nombre de votants : 355 — Nombre de suffrages exprimés : 333 — Majorité absolue : 167 | Nombre de votants : 355 — Nombre de suffrages exprimés : 333 — Majorité absolue : 167 | Adopté |

Un recours est déposé au Conseil constitutionnel par une soixantaine de députés du groupe LFI en raison du maintien d'un contrôle sanitaire aux frontières de la métropole, qu'ils qualifient de « différence de traitement notable en fonction du lieu d'origine du déplacement ». Cependant, le 30 juillet 2022, les Sages jugent le texte conforme à la Constitution et la loi est promulguée le même jour,.

#### Projets de lois relatifs aux mesures d'urgence pour la protection du pouvoir d'achat et de finances rectificatives pour 2022
Afin de faire face à la hausse de l'inflation en 2021 (en), estimée à 5,5% en moyenne pour l'année 2022, le gouvernement défend un projet de loi relatif aux mesures d'urgence pour la protection du pouvoir d'achat et un projet de budget rectificatif qui proposent et financent un paquet de réformes visant à protéger le pouvoir d'achat des français. Face à la hausse des prix du carburant, le gouvernement projette de prolonger la remise de carburant avant que celle-ci ne devienne dégressive dans le temps. Il est également prévu que les pensions de retraite et d’invalidité des régimes de base, le revenu de solidarité active, l'allocation aux adultes handicapés et l'allocation de solidarité aux personnes âgées soient revalorisées de 4%. Le gouvernement souhaite également le triplement de la « prime Macron » (prime exceptionnelle de pouvoir d’achat défiscalisée et désocialisée), ainsi que le versement à 9 millions de français d'un chèque alimentaire de 100 euros, plus 50 euros par enfant à charge. Le projet de finances rectificatives pour 2022 prévoit également la suppression de la redevance audiovisuelle et la distribution d'une « indemnité carburant travailleurs ». 20 milliards d'euros sont prévus pour financer les mesures défendues dans ces projets de lois, dont 4,6 milliards d'euros pour limiter la hausse du prix de l'énergie, par le plafonnement des hausses du prix de l'électricité à 4% et le gel des prix du gaz aux prix d'octobre 2021 pour l'année 2022.

#### Projet de loi de règlement du budget et d’approbation des comptes de l’année 2021
Le 3 août 2022, le Parlement a rejeté le projet de loi de règlement du budget et d'approbation des comptes de l'année 2021 porté par le gouvernement. Déposé le 13 juillet 2022 à l'Assemblée nationale, le texte avait été adopté lors des deux premières lectures par l'Assemblée mais a été systématiquement rejeté par le Sénat, dont la majorité Les Républicains dénonçait le retard de plusieurs semaines avec lequel le gouvernement a déposé le texte, qui s'apparente à un manque de respect du gouvernement à l'égard du Parlement pour le président de la commission des Finances du Sénat, Claude Raynal. La loi lui imposait, en effet, de le soumettre au Parlement avant le 31 mai 2022. Après un désaccord en commission mixte paritaire et un échec lors de la seconde navette parlementaire, pour les mêmes raisons, le projet de loi est présenté en lecture définitive à l'Assemblée, où il n'est pas adopté à 173 voix contre et 167 voix pour, grâce à une coalition des oppositions. Les députés et les sénateurs dénonçaient également un transfert de budget bien trop important et une situation « très dégradée des comptes publics » et « un niveau historiquement élevé de dépenses »,.
La conséquence de ce rejet ne devrait être que politique. Afin de transmettre la dette de 2021 au budget de 2022, il faudra cependant que le gouvernement propose un nouveau projet de règlement de budget afin de clore celui de 2021.

### Session ordinaire 2022–2023
La session ordinaire 2022-2023 est ouverte le 3 octobre 2022 et débute par une déclaration du gouvernement suivie d'un débat sur la guerre en Ukraine.

#### Projet de loi de programmation des finances publiques pour les années 2023-2027
L'examen du projet de loi déposé par le gouvernement commence en octobre 2022 après un passage par la commission des finances. Beaucoup d'articles sont rejetés dans leur intégralité par les oppositions NUPES, RN et LR, transmettant ainsi un texte très léger au Sénat.

#### Projet de loi de finances pour 2023
L'examen de la première partie du projet de loi de finances (concernant les recettes de l'état, et la seconde concernant les dépenses) a lieu en séance publique. Un événement notable est l'adoption, par des députés de la majorité comme de l'opposition, d'un amendement déposé par Jean-Paul Mattei, président du groupe MoDem, taxant les dividendes exceptionnels des entreprises, une mesure défendue par la gauche à laquelle le gouvernement était opposé. Dans les jours suivants, le conseil des ministres autorise l'usage de l'article 49, alinéa 3 de la constitution, engageant la confiance du gouvernement sur le passage du texte.
Le 19 octobre 2022, après un débat portant sur la contribution française au budget européen, le gouvernement invoque le 49§3, coupant court au débat et à l'examen en première lecture de la première partie du projet de loi. Le gouvernement ayant dans ce cas le choix des amendements à conserver, à inclure ou à retirer, certains amendements comme l'amendement Mattei ou le rétablissement de l'exit tax sont retirés par le gouvernement, alors qu'ils avaient été adoptés par l'Assemblée nationale. Conformément aux dispositions constitutionnelles, deux motions de censure sont déposées dans les délais impartis, l'une par les groupes constituant l'alliance NUPES, l'autre par le Rassemblement national. Ces deux motions sont soumises au vote des députés en séance publique le 24 octobre suivant, à la suite de la Conférence des présidents du 20 octobre.
La première motion de censure du gouvernement déposée par la coalition de gauche NUPES est rejetée. Elle avait bénéficié du soutien des députés du groupe RN. La seconde motion de censure déposée par le RN ne recueillant que 90 voix est également rejetée.
| Position                                                            | Groupe                                                              | Groupe                                                              | Groupe                                                              | Groupe                                                              | Groupe                                                              | Groupe                                                              | Groupe                                                              | Groupe                                                              | Groupe                                                              | Groupe                                                              | NI (4)                                                              | Total    |
| Position                                                            | GDR-NUPES (22)                                                      | LFI-NUPES (75)                                                      | ECO-NUPES (23)                                                      | SOC (31)                                                            | RE (170)                                                            | DEM (51)                                                            | HOR (30)                                                            | LIOT (20)                                                           | LR (62)                                                             | RN (89)                                                             | NI (4)                                                              | Total    |
| ------------------------------------------------------------------- | ------------------------------------------------------------------- | ------------------------------------------------------------------- | ------------------------------------------------------------------- | ------------------------------------------------------------------- | ------------------------------------------------------------------- | ------------------------------------------------------------------- | ------------------------------------------------------------------- | ------------------------------------------------------------------- | ------------------------------------------------------------------- | ------------------------------------------------------------------- | ------------------------------------------------------------------- | -------- |
| Position                                                            |                                                                     |                                                                     |                                                                     |                                                                     |                                                                     |                                                                     |                                                                     |                                                                     |                                                                     |                                                                     | NI (4)                                                              | Total    |
| POUR (NUPES)                                                        | 22                                                                  | 75                                                                  | 20                                                                  | 31                                                                  | 0                                                                   | 0                                                                   | 0                                                                   | 1                                                                   | 0                                                                   | 89                                                                  | 1                                                                   | 239      |
| POUR (RN)                                                           | 0                                                                   | 1                                                                   | 0                                                                   | 0                                                                   | 0                                                                   | 0                                                                   | 0                                                                   | 0                                                                   | 0                                                                   | 88                                                                  | 1                                                                   | 90       |
| Majorité absolue des membres de l'Assemblée nationale requise : 289 | Majorité absolue des membres de l'Assemblée nationale requise : 289 | Majorité absolue des membres de l'Assemblée nationale requise : 289 | Majorité absolue des membres de l'Assemblée nationale requise : 289 | Majorité absolue des membres de l'Assemblée nationale requise : 289 | Majorité absolue des membres de l'Assemblée nationale requise : 289 | Majorité absolue des membres de l'Assemblée nationale requise : 289 | Majorité absolue des membres de l'Assemblée nationale requise : 289 | Majorité absolue des membres de l'Assemblée nationale requise : 289 | Majorité absolue des membres de l'Assemblée nationale requise : 289 | Majorité absolue des membres de l'Assemblée nationale requise : 289 | Majorité absolue des membres de l'Assemblée nationale requise : 289 | Rejetées |

#### Projet de loi de financement de la Sécurité sociale pour 2023
Les débats en séance publique concernant le PLFSS pour 2023 sont écourtés le 20 octobre 2022 par le déclenchement à 17 heures, de la part du gouvernement, de la procédure prévue par l'article 49 alinéa 3 de la Constitution ; cette situation fait notamment suite au rejet par les oppositions de la première partie du texte, ainsi qu'à l'amendement par ces dernières de la deuxième partie, entraînant le rejet de cette deuxième partie par les députés soutenant le gouvernement. Une motion de censure est, dans la foulée, déposée par les groupes constituant l'alliance NUPES afin d'être débattue et votée le 24 octobre suivant, à la suite des deux premières motions de censure liées au projet de loi de finances.
Cette troisième motion ne rassemble que 150 voix, loin des 289 nécessaires pour être adoptée.
| Position                                                            | Groupe                                                              | Groupe                                                              | Groupe                                                              | Groupe                                                              | Groupe                                                              | Groupe                                                              | Groupe                                                              | Groupe                                                              | Groupe                                                              | Groupe                                                              | NI (4)                                                              | Total   |
| Position                                                            | GDR-NUPES (22)                                                      | LFI-NUPES (75)                                                      | ECO-NUPES (23)                                                      | SOC (31)                                                            | RE (170)                                                            | DEM (51)                                                            | HOR (30)                                                            | LIOT (20)                                                           | LR (62)                                                             | RN (89)                                                             | NI (4)                                                              | Total   |
| ------------------------------------------------------------------- | ------------------------------------------------------------------- | ------------------------------------------------------------------- | ------------------------------------------------------------------- | ------------------------------------------------------------------- | ------------------------------------------------------------------- | ------------------------------------------------------------------- | ------------------------------------------------------------------- | ------------------------------------------------------------------- | ------------------------------------------------------------------- | ------------------------------------------------------------------- | ------------------------------------------------------------------- | ------- |
| Position                                                            |                                                                     |                                                                     |                                                                     |                                                                     |                                                                     |                                                                     |                                                                     |                                                                     |                                                                     |                                                                     | NI (4)                                                              | Total   |
| POUR                                                                | 22                                                                  | 75                                                                  | 22                                                                  | 31                                                                  | 0                                                                   | 0                                                                   | 0                                                                   | 0                                                                   | 0                                                                   | 0                                                                   | 0                                                                   | 150     |
| Majorité absolue des membres de l'Assemblée nationale requise : 289 | Majorité absolue des membres de l'Assemblée nationale requise : 289 | Majorité absolue des membres de l'Assemblée nationale requise : 289 | Majorité absolue des membres de l'Assemblée nationale requise : 289 | Majorité absolue des membres de l'Assemblée nationale requise : 289 | Majorité absolue des membres de l'Assemblée nationale requise : 289 | Majorité absolue des membres de l'Assemblée nationale requise : 289 | Majorité absolue des membres de l'Assemblée nationale requise : 289 | Majorité absolue des membres de l'Assemblée nationale requise : 289 | Majorité absolue des membres de l'Assemblée nationale requise : 289 | Majorité absolue des membres de l'Assemblée nationale requise : 289 | Majorité absolue des membres de l'Assemblée nationale requise : 289 | Rejetée |

#### Projet de loi de financement rectificative de la Sécurité sociale pour 2023 (réforme des retraites)
Le 23 janvier 2023, le gouvernement dépose sur le bureau de l'Assemblée Nationale un projet de loi de financement rectificatif de la sécurité sociale pour 2023. Celui-ci vise notamment à mettre en œuvre une augmentation de l'age minimal de départ à la retraite de 62 à 64. Il prévoit aussi plusieurs mesures de revalorisation des retraites et la création d'un index sénior.
Les débats débutent en séance le 6 février et s'achèvent le 17 février, alors que les députés n'ont examiné que les deux premiers articles du projet. En effet, le gouvernement fait le choix après 20 jours de débats de recourir à l'article 47-1 de la constitution afin de mettre fin au débat et de directement envoyer le texte au Sénat. Ce choix est vivement critiqué par les oppositions car cet article est normalement utilisé lorsqu'il faut adopter un budget en fin d'année pour la suivante.
Au Sénat, les débats débutent en séance le 2 mars avant d'être accélérés par le recours du gouvernement à l'article 44 alinéa 3 de la constitution qui permet un vote bloqué sur le texte. Celui-ci est adopté le 11 mars.
Une commission mixte paritaire se réunit le mercredi 15 mars et trouve un accord. Celui-ci est adopté par le Sénat dès le 16 mars mais Élisabeth Borne annonce dès l'ouverture de la séance à l'Assemblée le recours à l'alinéa 3 de l'article 49 de la constitution et engage la responsabilité de son gouvernement sur l'ensemble de réforme, par peur de voir une motion de rejet préalable adoptée.
Le groupe Libertés, indépendants, outre-mer et territoires (LIOT) dépose une motion de censure signée par 91 députés membres de 5 groupes différents. En parallèle, le groupe Rassemblement national (RN) dépose lui aussi une motion de censure. Ces deux motions de censures font l'objet d'une discussion et d'un vote le 20 mars 2023 et sont rejetées. Celle déposée par le groupe LIOT reste la motion de censure de la législature la plus proche d'aboutir au renversement du gouvernement.
| Position                                                            | Groupe                                                              | Groupe                                                              | Groupe                                                              | Groupe                                                              | Groupe                                                              | Groupe                                                              | Groupe                                                              | Groupe                                                              | Groupe                                                              | Groupe                                                              | NI (5)                                                              | Total    |
| Position                                                            | GDR-NUPES (22)                                                      | LFI-NUPES (74)                                                      | ECO-NUPES (22)                                                      | SOC (31)                                                            | RE (170)                                                            | DEM (51)                                                            | HOR (29)                                                            | LIOT (20)                                                           | LR (61)                                                             | RN (88)                                                             | NI (5)                                                              | Total    |
| ------------------------------------------------------------------- | ------------------------------------------------------------------- | ------------------------------------------------------------------- | ------------------------------------------------------------------- | ------------------------------------------------------------------- | ------------------------------------------------------------------- | ------------------------------------------------------------------- | ------------------------------------------------------------------- | ------------------------------------------------------------------- | ------------------------------------------------------------------- | ------------------------------------------------------------------- | ------------------------------------------------------------------- | -------- |
| Position                                                            |                                                                     |                                                                     |                                                                     |                                                                     |                                                                     |                                                                     |                                                                     |                                                                     |                                                                     |                                                                     | NI (5)                                                              | Total    |
| POUR (LIOT)                                                         | 22                                                                  | 74                                                                  | 22                                                                  | 31                                                                  | 0                                                                   | 0                                                                   | 0                                                                   | 18                                                                  | 19                                                                  | 88                                                                  | 4                                                                   | 278      |
| POUR (RN)                                                           | 0                                                                   | 0                                                                   | 0                                                                   | 1                                                                   | 0                                                                   | 0                                                                   | 0                                                                   | 0                                                                   | 3                                                                   | 88                                                                  | 2                                                                   | 94       |
| Majorité absolue des membres de l'Assemblée nationale requise : 287 | Majorité absolue des membres de l'Assemblée nationale requise : 287 | Majorité absolue des membres de l'Assemblée nationale requise : 287 | Majorité absolue des membres de l'Assemblée nationale requise : 287 | Majorité absolue des membres de l'Assemblée nationale requise : 287 | Majorité absolue des membres de l'Assemblée nationale requise : 287 | Majorité absolue des membres de l'Assemblée nationale requise : 287 | Majorité absolue des membres de l'Assemblée nationale requise : 287 | Majorité absolue des membres de l'Assemblée nationale requise : 287 | Majorité absolue des membres de l'Assemblée nationale requise : 287 | Majorité absolue des membres de l'Assemblée nationale requise : 287 | Majorité absolue des membres de l'Assemblée nationale requise : 287 | Rejetées |

### Session ordinaire 2023–2024
Plusieurs éléments de la session ordinaire 2023-2024 montrent des difficultés pour la XVIe législature. Tout d'abord, le contexte en Palestine fait presque imploser la NUPES, au point que le PCF annonce sa rupture avec l'alliance et le PS, un moratoire. La NUPES est fragilisée, mais la majorité fait également face à de nombreuses difficultés. Lorsque le projet de loi de financement de la sécurité sociale pour 2024 arrive à l'Assemblée nationale pour l'examen, la Première ministre utilise à maintes reprises l'article 49-3 de la Constitution, empêchant le vote de l'Assemblée, crispant à la fois les oppositions et la majorité.

#### Projet de loi pour contrôler l’immigration, améliorer l’intégration
En novembre 2023, après l'adoption du PLFSS 2024, le Gouvernement présente au Sénat, en procédure accélérée, le projet de loi ayant pour but de contrôler l'immigration et d'améliorer l'intégration. Le Sénat durcit le texte gouvernemental, notamment en imposant la suppression de l'Aide médicale d'État (AME) pour les étrangers arrivant en France. La version du Sénat est adoptée le 14 novembre 2023 par 210 voix pour et 115 voix contre.
Début décembre, lorsque le projet arrive à l'Assemblée nationale, il est examiné par la Commission des Lois et est à nouveau amendé. Le 11 décembre, le texte est présenté par Gérald Darmanin en séance publique. Le même jour, l'Assemblée nationale examine une motion de rejet préalable, permettant de rejeter un texte d'emblée, déposée par le groupe écologiste sur ce projet de loi. Pour la première fois depuis que la procédure existe, le texte est rejeté par l'adoption de cette motion de rejet, conjuguant les oppositions contre ce texte. Après cet échec du Gouvernement, Gérald Darmanin propose sa démission à Emmanuel Macron, qui la refuse.
Le lendemain, le Gouvernement souhaite la réunion de la Commission mixte paritaire (CMP), composée de sénateurs et de députés, ayant pour but de rediscuter le texte, avant son examen final par l'Assemblée nationale. Le 19 décembre, à l'issue de longues tractations politiques, la CMP est conclusive, un accord ayant été trouvé entre Les Républicains et la majorité. Le texte, fortement durci, rencontre une opposition d'une partie de la majorité, et de certains ministres, qui mettent leur démission dans la balance si la loi est votée, comme Sylvie Retailleau, Patrice Vergriete ou Aurélien Rousseau.
| Députés | Députés                             | Députés   | Sénateurs | Sénateurs                            | Sénateurs |
| ------- | ----------------------------------- | --------- | --------- | ------------------------------------ | --------- |
|         | Sacha Houlié, président             | RE        |           | François-Noël Buffet, vice-président | REP       |
|         | Florent Boudié, rapporteur          | RE        |           | Philippe Bonnecarrère, rapporteur    | UC        |
|         | Élodie Jacquier-Laforge, rapporteur | DEM       |           | Muriel Jourda, rapporteur            | REP       |
|         | Annie Genevard                      | LR        |           | Olivier Bitz                         | RDPI      |
|         | Yoann Gillet                        | RN        |           | Marie-Pierre de la Gontrie           | SER       |
|         | Marie Guévenoux                     | RE        |           | Corinne Narassiguin                  | SER       |
|         | Andrée Taurinya                     | LFI-NUPES |           | Bruno Retailleau                     | REP       |

Le projet de loi est adopté par 349 voix contre 186, avec la totalité des voix de LR et du RN, et a affiché les dissensions au sein de la majorité. Le ministre de la Santé Aurélien Rousseau démissionne après le vote de la loi, et Jean-Charles Larsonneur quitte le groupe Horizons.
| Position                                                                              | Groupe                                                                                | Groupe                                                                                | Groupe                                                                                | Groupe                                                                                | Groupe                                                                                | Groupe                                                                                | Groupe                                                                                | Groupe                                                                                | Groupe                                                                                | Groupe                                                                                | NI (4)                                                                                | Total  |
| Position                                                                              | GDR-NUPES (22)                                                                        | LFI-NUPES (75)                                                                        | ÉCO-NUPES (23)                                                                        | SOC (31)                                                                              | RE (170)                                                                              | DEM (51)                                                                              | HOR (30)                                                                              | LIOT (21)                                                                             | LR (62)                                                                               | RN (88)                                                                               | NI (4)                                                                                | Total  |
| ------------------------------------------------------------------------------------- | ------------------------------------------------------------------------------------- | ------------------------------------------------------------------------------------- | ------------------------------------------------------------------------------------- | ------------------------------------------------------------------------------------- | ------------------------------------------------------------------------------------- | ------------------------------------------------------------------------------------- | ------------------------------------------------------------------------------------- | ------------------------------------------------------------------------------------- | ------------------------------------------------------------------------------------- | ------------------------------------------------------------------------------------- | ------------------------------------------------------------------------------------- | ------ |
| Position                                                                              |                                                                                       |                                                                                       |                                                                                       |                                                                                       |                                                                                       |                                                                                       |                                                                                       |                                                                                       |                                                                                       |                                                                                       | NI (4)                                                                                | Total  |
| POUR                                                                                  | 0                                                                                     | 0                                                                                     | 0                                                                                     | 0                                                                                     | 131                                                                                   | 30                                                                                    | 28                                                                                    | 8                                                                                     | 62                                                                                    | 88                                                                                    | 2                                                                                     | 349    |
| CONTRE                                                                                | 21                                                                                    | 75                                                                                    | 23                                                                                    | 31                                                                                    | 20                                                                                    | 5                                                                                     | 2                                                                                     | 8                                                                                     | 0                                                                                     | 0                                                                                     | 1                                                                                     | 186    |
| ABSTENTION                                                                            | 0                                                                                     | 0                                                                                     | 0                                                                                     | 0                                                                                     | 17                                                                                    | 15                                                                                    | 0                                                                                     | 5                                                                                     | 0                                                                                     | 0                                                                                     | 1                                                                                     | 38     |
| Nombre de votants : 573 — Nombre de suffrages exprimés : 535 — Majorité absolue : 268 | Nombre de votants : 573 — Nombre de suffrages exprimés : 535 — Majorité absolue : 268 | Nombre de votants : 573 — Nombre de suffrages exprimés : 535 — Majorité absolue : 268 | Nombre de votants : 573 — Nombre de suffrages exprimés : 535 — Majorité absolue : 268 | Nombre de votants : 573 — Nombre de suffrages exprimés : 535 — Majorité absolue : 268 | Nombre de votants : 573 — Nombre de suffrages exprimés : 535 — Majorité absolue : 268 | Nombre de votants : 573 — Nombre de suffrages exprimés : 535 — Majorité absolue : 268 | Nombre de votants : 573 — Nombre de suffrages exprimés : 535 — Majorité absolue : 268 | Nombre de votants : 573 — Nombre de suffrages exprimés : 535 — Majorité absolue : 268 | Nombre de votants : 573 — Nombre de suffrages exprimés : 535 — Majorité absolue : 268 | Nombre de votants : 573 — Nombre de suffrages exprimés : 535 — Majorité absolue : 268 | Nombre de votants : 573 — Nombre de suffrages exprimés : 535 — Majorité absolue : 268 | Adopté |

## Analyse

### Difficultés de la majorité
Sous la Cinquième République, l'Assemblée nationale n'a jamais été aussi divisée qu'après les élections législatives de 2022, où le président réélu Emmanuel Macron échoue à obtenir une majorité absolue. La coalition de gauche Nouvelle Union populaire écologique et sociale (NUPES) échoue également à obtenir les 289 sièges nécessaires pour imposer une cohabitation.
Ainsi, dénonçant l'obstruction parlementaire de la part de l'opposition sur le projet de loi de finances pour 2023, la Première ministre Élisabeth Borne annonce utiliser l'article 49 alinéa 3 de la Constitution le 19 octobre 2022, permettant de faire adopter un texte sans vote en engageant la responsabilité du gouvernement. La Première ministre l'utilise au total dix fois entre octobre et décembre 2022.
La législature n'ayant vu aucune majorité absolue se dessiner, les députés sont amenés à travailler de façon plus importante que sous les dernières législatures. De plus en plus de députés « fatigués, déprimés ou malades » viendraient consulter la médecin de l'Assemblée nationale dû à une forte charge de travail.

### Positionnement du groupe Les Républicains
Officiellement déclarés groupe d'opposition depuis le début de la législature, le groupe Les Républicains vote régulièrement avec les députés de la majorité présidentielle. Du 28 juin 2022 au 30 octobre 2022, 53% des votes du groupe LR sont ainsi similaires à ceux des groupes Renaissance, MoDem et Horizons, alors que sur la même période, les autres groupes d'opposition votent moins souvent avec la majorité. Le groupe Rassemblement national vote ainsi entre 22% et 23% du temps avec la majorité, la NUPES vote entre 19% et 27% du temps avec la majorité, selon les groupes, tandis qu'entre 33% et 34% des votes du groupe LIOT coïncident avec ceux de la majorité.

## Travail parlementaire

### Principaux textes adoptés
La première loi promulguée durant la législature est celle du 22 juillet 2022, autorisant la ratification de la convention du Conseil de l’Europe contre le trafic d’organes humains. Elle est toutefois étudiée durant la précédente législature. La première loi étudiée et promulguée durant la XVIe législature est celle du 30 juillet 2022, mettant fin aux régimes d'exception créés pour lutter contre l'épidémie liée à la covid-19.
| Intitulé du texte | Dernière lecture du texte  | Dernière lecture du texte  | Dernière lecture du texte  | Conseil constitutionnel                         | Promulgation    |
| Intitulé du texte | Version étudiée            | Assemblée nationale        | Sénat                      | Conseil constitutionnel                         | Promulgation    |
| --- | -------------------------- | -------------------------- | -------------------------- | ----------------------------------------------- | --------------- |
| Session extraordinaire de 2022 |                            |                            |                            |                                                 |                 |
| Loi mettant fin aux régimes d'exception créés pour lutter contre l'épidémie liée à la covid-19                                    | Commission mixte paritaire | 25 juillet 2022 184 / 333  | 26 juillet 2022 209 / 239  | 30 juillet 2022 Intégralement conforme          | 30 juillet 2022 |
| Loi portant mesures d’urgence pour la protection du pouvoir d’achat                                                               | Commission mixte paritaire | 3 août 2022 395 / 507      | 3 août 2022 245 / 272      | 12 août 2022 Partiellement conforme et réserves | 16 août 2022    |
| Projet de loi de règlement du budget et d'approbation des comptes de l'année 2021 rejeté définitivement par l'Assemblée nationale | Lecture définitive         | 3 août 2022 167 / 340      | —                          | —                                               | —               |
| Loi de finances rectificative pour 2022                                                                                           | Commission mixte paritaire | 4 août 2022 292 / 412      | 4 août 2022 233 / 330      | 12 août 2022 Intégralement conforme et réserve  | 16 août 2022    |
| Session ordinaire de 2022-2023 |                            |                            |                            |                                                 |                 |
| Loi de financement rectificative de la sécurité sociale pour 2023 (réforme des retraites)                                         | Commission mixte paritaire | 15 mars 2023 Article 49.3  | 15 mars 2023 193 / 307     | 14 avril 2023 Partiellement conforme            | 15 avril 2023   |
| Session extraordinaire de 2023 |                            |                            |                            |                                                 |                 |
| Programmation militaire pour les années 2024 à 2030 et diverses dispositions intéressant la défense                               | Commission mixte paritaire | 12 juillet 2023 244 / 281  | 13 juillet 2023 313 / 330  | 28 juillet 2023 Partiellement conforme          | 1er août 2023   |
| Session ordinaire de 2023-2024 |                            |                            |                            |                                                 |                 |
| Projet de loi pour contrôler l’immigration, améliorer l’intégration                                                               | Commission mixte paritaire | 19 décembre 2023 349 / 535 | 19 décembre 2023 214 / 328 | 25 janvier 2024 Partiellement conforme          | 27 janvier 2024 |